# Yves Maitre
Pour les articles homonymes, voir Maitre.
Yves Maitre, né le 19 mai 1917 à Porrentruy (originaire d'Épauvillers) et mort le 13 mai 1966 à Chens-sur-Léman, est une personnalité politique suisse, membre du Parti démocrate-chrétien.
Il est député du canton de Genève au Conseil national de décembre 1963 à mai 1966.

## Biographie

### Origines et famille
Yves Maitre naît le 19 mai 1917 à Porrentruy, dans le canton du Jura. Il est originaire d'Épauvillers, dans le même district.
Son père, Ernest, est administrateur des douanes ; sa mère est née Pauline Ruedin.
Il épouse en 1944 Simone Capitaine, fille d'un avocat. Ils ont sept enfants, dont le futur conseiller d'État et conseiller national Jean-Philippe Maitre.

### Formation et parcours professionnel et militaire
Il obtient une licence en droit à Berne en 1941.
Il exerce le métier d'avocat à Genève, où il est inscrit au barreau en 1944. 
À l'armée, il achève l'école d'officier d'aviation et de pilote militaire en 1939. Titulaire en fin de carrière du grade de major, il est par la suite juge militaire et auditeur au tribunal militaire.

### Parcours politique
Président du parti indépendant chrétien-social genevois de 1954 à 1958, il est député au Grand Conseil du canton de Genève de 1951 à 1966. Il préside l'hémicycle en 1964.
Il siège au Conseil national de 1963 à 1966. 
Il est à l'origine du tribunal administratif de Genève et propose l'institution d'un service civil pour les objecteurs de conscience.

### Autres fonctions
Il est président de Caritas Genève de 1945 à 1951 et de l'Association suisse de l'industrie aéronautique de 1964 à 1966. 

### Mort
Il meurt le 13 mai 1966 à Chens-sur-Léman, en Haute-Savoie.